# John Branch
John Branch (Halifax megye, 1782. november 4. – Halifax megye, 1863. január 3.) az Amerikai Egyesült Államok szenátora (Észak-Karolina, 1823–1829).